# Киров, Сергей Миронович
Серге́й Миро́нович Ки́ров (фамилия при рождении — Ко́стриков; 15 [27] марта 1886, Уржум, Вятская губерния — 1 декабря 1934[…], Ленинград) — русский революционер, советский государственный и политический деятель. 1 декабря 1934 года был убит Леонидом Николаевым. Убийство Кирова послужило поводом для начала массовых репрессий в СССР.

## Ранние годы

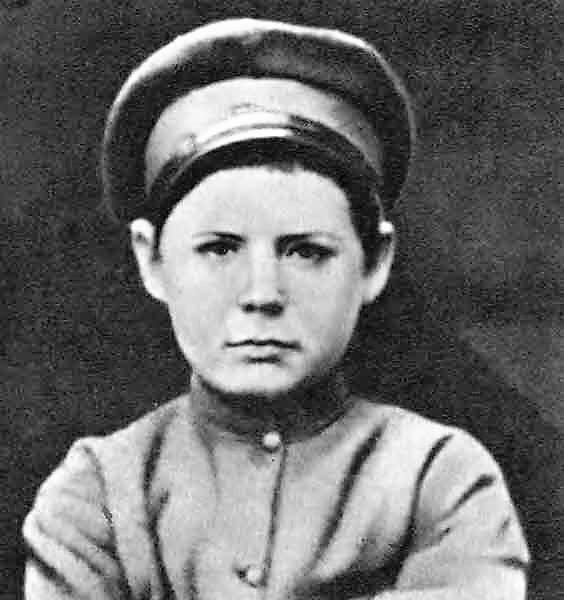
Киров в детстве

Сергей Миронович Костриков родился в городе Уржуме Вятской губернии 15 (27) марта 1886 года. Родители Сергея приехали в Вятскую губернию из Пермской губернии незадолго до его рождения. Четверо первых детей в семье умерли во младенчестве. Затем появились Анна (1883—1966), Сергей и Елизавета (1889—1968). В 1894 году Сергей и его сёстры остались сиротами — отец ушёл на заработки и пропал без вести, а мать умерла. Девочек взяла на воспитание бабушка, а мальчика отдали в «Дом призрения для малолетних сирот».
Сергей окончил Уржумское приходское, а затем — городское училище. Во время учёбы он неоднократно награждался грамотами и книгами. Осенью 1901 года уехал в Казань, поступил в Казанское низшее механико-техническое промышленное училище за счёт земства и Попечительского фонда городского училища г. Уржума по ходатайству воспитателей приюта и учителей городского училища. В 1904 году он завершил образование, получив награду первой степени, оказавшись в пятёрке лучших выпускников того года. В том же году начал работать чертёжником в городской управе Томска и учиться на подготовительных курсах Томского технологического института.

## Революционная деятельность до 1918 года

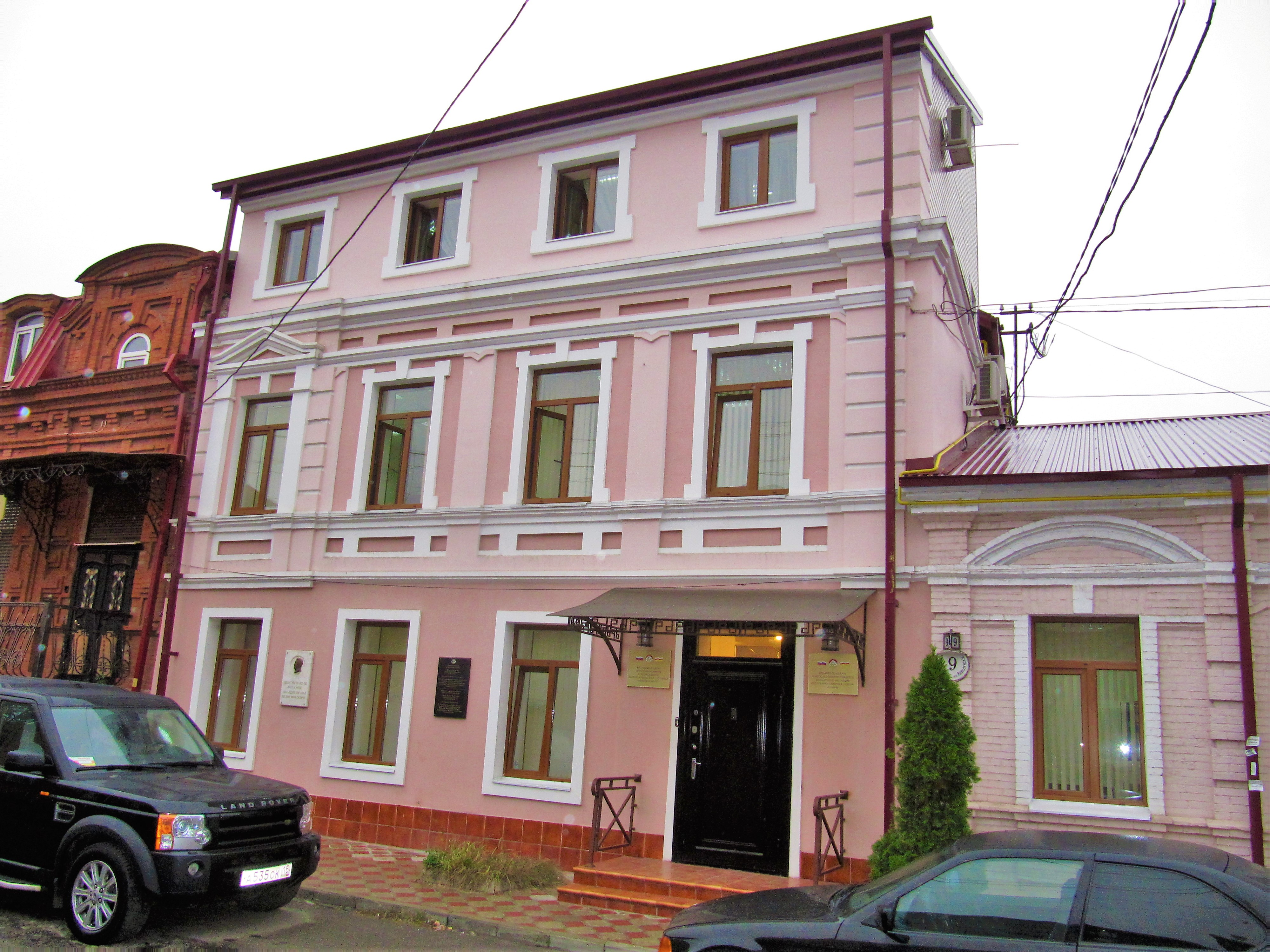
Дом во Владикавказе, в котором с 1912 по 1921 год проживал С. Киров со своей женой

В Томске в ноябре 1904 года он вступил в РСДРП. Партийный псевдоним — Серж. В 1905 году впервые участвовал в демонстрации и был арестован полицией. После выхода из тюрьмы возглавляет боевые дружины. В июле 1905 года Томская городская партийная конференция избирает Кирова членом томского комитета РСДРП. В октябре 1905 года организовал забастовку на крупной железнодорожной станции Тайга. В июле 1906 года арестован и заключён в томскую крепость (тюрьму) на полтора года за содержание нелегальной типографии. С 1908 года Сергей Костриков становится профессиональным революционером, ведёт работу в Иркутске и Новониколаевске.

В 1909 году приехал во Владикавказ, стал сотрудником северокавказской кадетской газеты «Терек», редакция и типография которой находились в здании на Московской улице (здание на современной улице Кирова, д. 50/ улица Революции, 61). Печатался под псевдонимом Сергей Миронов, участвовал в любительских спектаклях, увлекался альпинизмом. 9 августа 1910 года Киров совершил восхождение на Казбек в сопровождении известного[кому?] ингушского проводника Яни Бузуртанова и через месяц напечатал статью о своих впечатлениях в «Тереке». 31 июля 1911 года Киров совершил восхождение на Эльбрус. Киров любил театр, творчество Л. Н. Толстого; писал рецензии на спектакли городского театра и гастролировавших во Владикавказе трупп. Здесь же он познакомился со своей будущей женой Марией Львовной Маркус. 

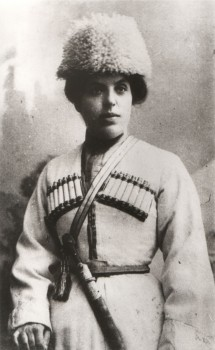
Мария Львовна Маркус — жена Кирова

11 августа 1911 года Киров был арестован во Владикавказе по делу томской подпольной типографии, был этапирован в Томск, суд 16 марта 1912 года вынес оправдательный приговор за отсутствием улик, так как полицейский пристав, главный свидетель обвинения, арестовывавший Кирова в 1906 году, не узнал его на суде. Вернулся во Владикавказ в апреле 1912 года.
Псевдоним Киров взят по имени Кир не случайно. История его появления описана в очерке Дзахо Гатуева «Мироныч». В апреле 1912 года газета «Терек» опубликовала статью «Поперёк дороги», впервые подписанную «С. Киров». Под этим псевдонимом он и вошёл в историю.
Согласно официальной версии советской истории, его политические взгляды до 1917 года — убеждённый ленинец. Исследования последних лет оспаривают это утверждение — Киров приходил к своей конечной «политической платформе» постепенно, в начале сочувствовал меньшевикам, поддерживал Временное правительство, о чём открыто писал в статьях, и только после Октябрьской революции 1917 года перешёл на сторону большевиков.
В декабре 1917 года во время контрреволюционного мятежа во Владикавказе скрывался у осетинской семьи Гатуевых в их доме № 32 на Тарской улице (современная улица Цаголова).

## Партийная карьера

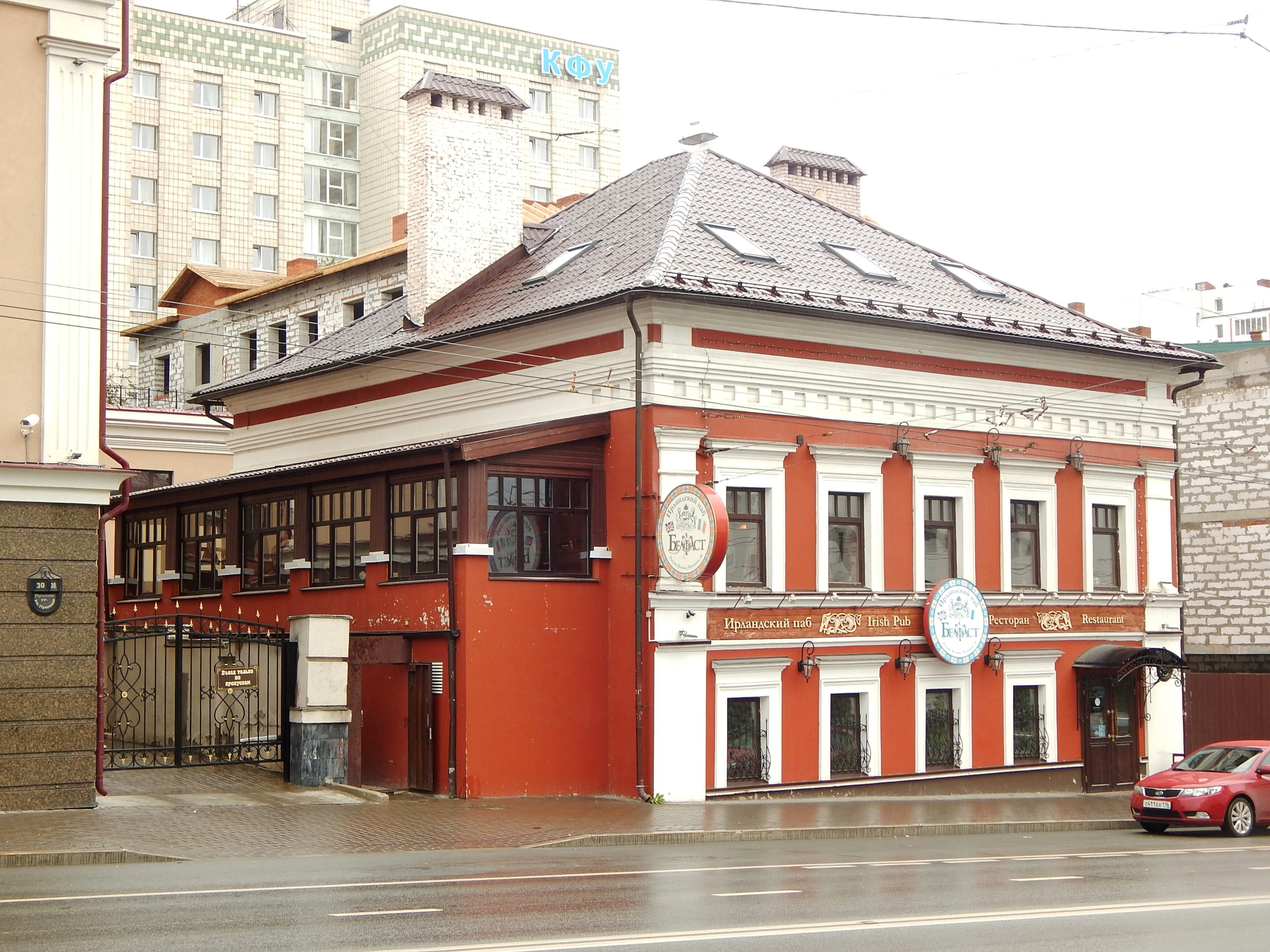
Татарстан. Казань. Улица Пушкина, 28. Дом, в котором жил С. Костриков (Киров)

Весной 1918 года он избран членом Терского областного совета, в июле участвовал в Пятом Всероссийском съезде Советов по гостевому билету, а в ноябре — он уже полноправный делегат VI Всероссийского съезда Советов.
С 25 февраля 1919 года — председатель временного революционного комитета в Астрахани, возглавил подавление «контрреволюционного мятежа» (по официальной версии). В ходе подавления рабочих выступлений были расстреляны их участники. В выступлениях участвовало также большое число красноармейцев.
24 мая 1919 года крестный ход в прославление святого Иосифа Астраханского, организованный митрополитом Митрофаном (Краснопольским), был направлен организаторами в Астраханский Кремль, так как частью кремля являлся собор, связанный с прославляемым святым. В кремле же, в тот момент располагался штаб красноармейцев, что дало повод рассматривать крестный ход как провокацию нападения и он был остановлен выстрелами красноармейцев.  Организатор крестного хода митрополит Митрофан (Краснопольский) и викарный епископ Леонтий позднее , в июне 1919 года,  были арестованы и расстреляны. Митрополит Митрофан был прославлен в лике святых Русской православной церковью в 2001 году.
В 1919 году Киров становится членом Реввоенсовета XI армии.
28 апреля 1920 года в составе XI красной армии вступает в Баку, становится членом Кавказского бюро ЦК РКП(б), в июне 1920 года назначается полпредом Советской России в Грузии, в марте 1921 года возглавил советскую делегацию на переговорах в Риге по заключению мирного договора с Польшей.
1921 год — на X съезде РКП(б) избирается кандидатом в члены ЦК. В том же году он становится первым секретарём ЦК компартии Азербайджана. В апреле 1923 года на XII съезде РКП(б) избран членом ЦК РКП(б).
8 января 1926 года Сергея Кирова избирают первым секретарём Ленинградского губернского комитета (обкома) и горкома партии и Северо-Западного бюро ЦК ВКП(б), кандидатом в члены Политбюро ЦК ВКП(б). В составе группы ЦК направляется в Ленинград для идеологической борьбы с зиновьевской оппозицией. Киров посещает собрания на заводах. За год сделано более 180 выступлений.
В конце 1929 года группа ленинградских функционеров (в том числе руководители Ленинградского совета и областной партийной контрольной комиссии) потребовали у Москвы снять Кирова с должности за дореволюционное сотрудничество с «левобуржуазной прессой». Дело рассматривалось на закрытом заседании Политбюро и Президиума ЦКК ВКП(б). Во многом благодаря поддержке лидера СССР Сталина Киров вышел из этого столкновения победителем. Его противники были сняты со своих постов в Ленинграде. Однако в решении заседания Политбюро и Президиума ЦКК предреволюционная деятельность Кирова была всё же охарактеризована как «ошибка». Несколько лет спустя в известной «платформе Рютина» Киров был поставлен в один ряд с бывшими противниками большевиков, которые в силу своей политической беспринципности особенно верно служили Сталину.
С июля 1930 года Сергей Киров вошёл в состав Политбюро ЦК ВКП(б) и Президиума ВЦИК СССР.
По утверждению историка О. В. Хлевнюка, Киров, несмотря на благоволение ему Сталина, оставался маловлиятельной фигурой в Политбюро. Являясь членом Политбюро, Москву он посещал крайне редко, в голосованиях партийной верхушки участия почти не принимал, все его интересы ограничивались Ленинградом.
Киров любил книги и собрал огромную личную библиотеку. В 1928 году он знакомится с М. Горьким и оказывает ему поддержку в издательской деятельности.

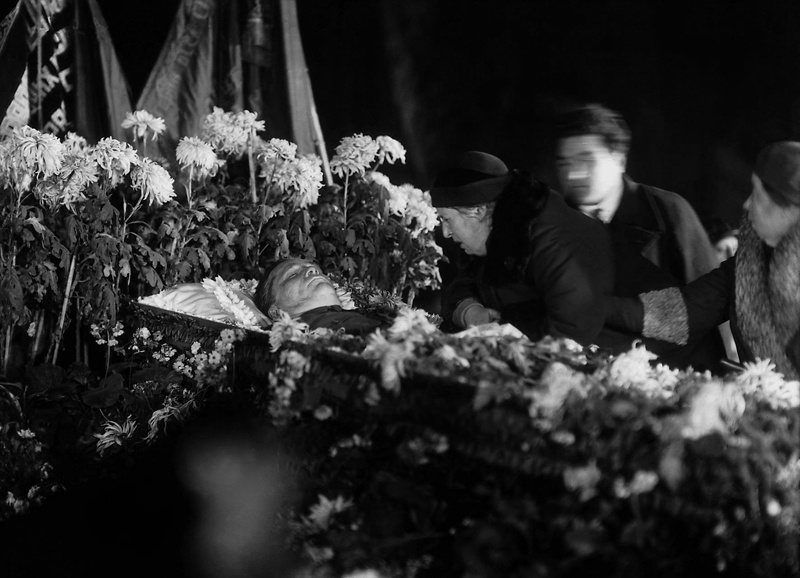
Похороны Кирова 6 декабря 1934. Вдова покойного Мария Маркус у гроба

Под руководством Кирова промышленность Ленинграда и всего Северо-Запада начинает выходить на новый передовой уровень. Начинается коллективизация сельского хозяйства, а также проводятся мероприятия по укреплению обороны Ленинграда.
В 1933 году вместе с начальником ГПУ по г. Ленинграду Ф. Медведем и председателем Ленгорисполкома И. Ф. Кодацким входил в состав «тройки» Ленинградской области по рассмотрению дел о повстанчестве и контрреволюции с правом вынесения расстрельного приговора.
К 1934 году награждён орденом Ленина за выдающиеся заслуги в деле восстановления и реконструкции нефтяной промышленности.
С 26 января по 10 февраля 1934 года был делегатом XVII съезда Всесою́зной коммунисти́ческой па́ртии (большевико́в), получившим название «Съезд победителей», также известный как «Съезд расстрелянных». Член Политбюро ЦК ВКП(б) с 1930 года, с 1934 года — секретарь ЦК ВКП(б) и член Оргбюро ЦК ВКП(б).

## Убийство
Вечером 1 декабря 1934 года С. М. Киров, шедший на заседание по коридору Смольного, где находились Ленинградский горком и обком ВКП(б), был убит выстрелом в затылок Леонидом Николаевым.
Уже через несколько часов после убийства было официально заявлено, что Киров стал жертвой заговорщиков — врагов народа, а Президиум ЦИК СССР в тот же день принял постановление «О внесении изменений в действующие уголовно-процессуальные кодексы союзных республик»: «Следственным властям — вести дела обвиняемых в подготовке или совершении террористических актов ускоренным порядком. Судебным органам — не задерживать исполнение приговоров…»
После убийства Кирова из Ленинграда потянулся «Кировский поток» высланных и репрессированных.

## Семья

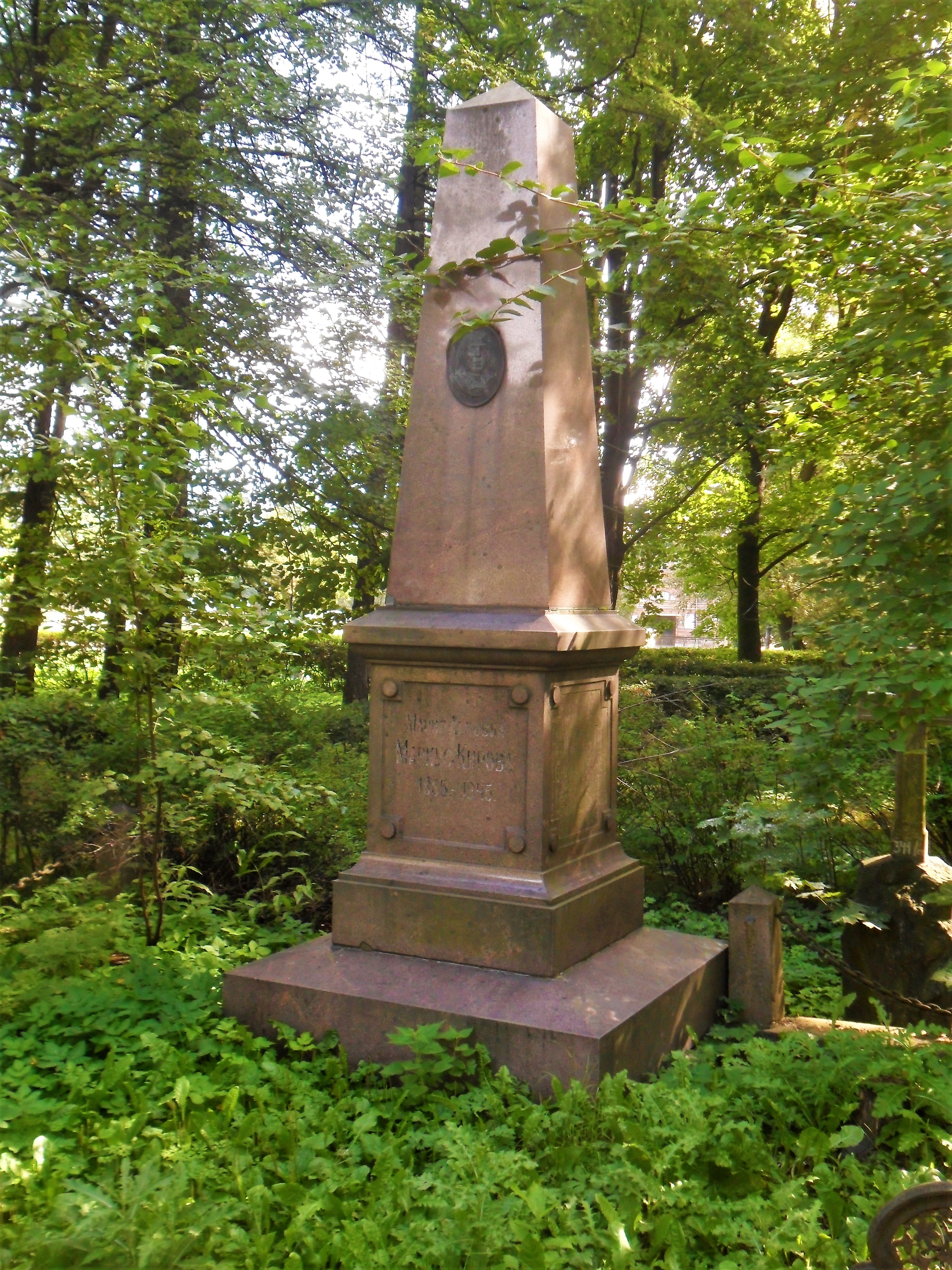
Могила жены Кирова на Литераторских мостках в Санкт-Петербурге

Жена — Мария Львовна Маркус (1885 (1882) — 1945). Детей не было.
Внебрачной дочерью С. М. Кирова считается Евгения Сергеевна Кострикова (1921—1975). При этом про их родство известно исключительно со слов самой Е. Костриковой, и никаких подтверждающих документов она не представила. Кострикова родилась в 1921 году, при этом в незарегистрированном браке с М. Л. Маркус Киров состоял с 1911 года.

## Оценки современников
- Вячеслав Молотов, 1977 год:

Киров слабый организатор. Он хороший массовик. И мы относились к нему хорошо. Сталин его любил. Я говорю, что он был самым любимым у Сталина.

- Михаил Смиртюков:

Замечательным трибуном был Сергей Миронович Киров. Я слушал его всего два раза и поражался тому, как он сочетает горячность речи с логикой и доказательностью.

## Личные особенности
- Есть мнение, что Киров заметно отличался от других членов сталинского Политбюро такими своими качествами, как ораторский талант, демократизм, простота, доступность и близость к рабочим массам. Перебежчик А. Орлов считает, что Киров «был единственным членом Политбюро, не боящимся ездить по заводам и выступать перед рабочими»[22].
- Рост Кирова составлял 168 см[23].
- В 1930—1934 годах Киров пользовался автомобилем марки «Студебеккер», который был его любимым автомобилем[24].

## После смерти
Урна с прахом С. М. Кирова 6 декабря 1934 года была помещена в Кремлёвской стене на Красной площади Москвы.

## Памятные адреса
- 1886—1894 — В Уржуме в доме 70 по улице Кирова, где он родился, работает Дом-музей[25].
- 1901—1904 — В Казани в доме 28 по улице Пушкина Сергей Миронович Киров жил с 1901 по 1904 год.
- 1905 — В Томске в доме 52 по улице Гоголя в ночь на 27 сентября 1905 года был произведён полицейский арест собравшихся революционеров. Участнику собрания С.М. Кирову удалось скрыться.[26]
- 1908 — В Новосибирске в доме 23 по улице Ленина, где С. М. Киров жил в 1908 действует музей[27].
- 1909 — В Иркутске Сергей Миронович жил нелегально в доме номер 2 по улице Халтурина, о чем свидетельствует мемориальная доска[28].
- 1919 — В доме в Астрахани по улице Бабушкина, 62 С.М. Киров жил с 15 января по 15 февраля 1919 года[29].
- 1919—1920 — В Астрахани С.М. Киров также жил в доме 45 по улице Эспланадная (Трусова)[30]. Ранее работал музей[31].
- 1921—1926 — здание по улице Хагани, 18[32], в котором работал С. М. Киров в городе Баку. Ранее действовал музей[33], ныне закрыт.
- 1926—1934 — квартира в бывшем доходном доме Первого Российского страхового общества — Каменноостровский пр., 26—28 — (Дом Бенуа) — один из фешенебельных адресов дореволюционного Петербурга на Петроградской стороне. Сейчас в этой квартире работает Музей С. М. Кирова, филиал Государственного музея истории Санкт-Петербурга.

## Награды
- Орден Красного Знамени
- Орден Ленина (31 марта 1931) — за особо исключительную работу, проявленную в борьбе за выполнение пятилетнего плана в нефтяной промышленности в 2½ года» награждены её работники «из числа ударников, рабочих, инженерно-технического и административного персонала[34]

## Память
Память о С. М. Кирове была увековечена в многочисленных памятниках, произведениях искусства, а также топонимах на всей территории бывшего Советского Союза. 
Массовые переименования географических объектов, а также установка памятников в честь Кирова началась буквально через несколько недель после его гибели. 
30 декабря 1964 года в честь С. М. Кирова был назван город Кировск, Ворошиловградская область.
На закате советской власти и в постсоветское время стала характерна обратная тенденция — возвращение старых названий и демонтаж памятников коммунистических деятелей, в том числе и С. М. Кирова. В 2016, через два года после начала российско-украинской войны, Кировоград, город в центральной Украине, был переименован Верховной Радой в честь театрального деятеля Марка Кропивницкого, несмотря на то что большинство кировоградцев голосовали за возвращение исторического названия города - Елисаветград. Тем не менее, крупнейший населённый пункт, носящий имя Кирова, — бывшая Вятка в России — обратно переименован не был.